# ابی کرافورد میلتون
اَبی کرافورد میلتون (انگلیسی: Abby Crawford Milton؛ ‏ ۶ فوریهٔ ۱۸۸۱ – ۲ مهٔ ۱۹۹۱) کنشگر و فعال حق رأی و زن ابرصدساله اهل ایالات متحده آمریکا بود. او آخرین رئیس انجمن حق رأی برابر در ایالت تنسی بود. او در سراسر ایالت تنسی سفر و سخنرانی کرد و اتحادیه‌های حق رای را در جوامع کوچک سازماندهی نمود. در سال ۱۹۲۰، او، همراه با آن دالاس دادلی و کاترین تالتی کنی، کارزاری را در ایالت تنسی برای تصویب متمم نوزدهم قانون اساسی ایالات متحده آمریکا راه‌اندازی و رهبری کرد. در ۱۸ اوت همان سال، تنسی سی و ششمین ایالت آمریکا و همچنین ایالت تعیین‌کننده در تصویب این متمم قانون اساسی شد و بدین ترتیب به زنان در سراسر کشور، حق رای داده شد.
پس از تصویب متمم نوزدهم قانون اساسی ایالات متحده آمریکا میلتون نخستین رئیس اتحادیه زنان رای‌دهندهٔ ایالت تنسی شد. او همچنین جهت ایجاد پارک ملی کوهستان‌های گریت اسموکی تلاش فراوان نمود و در کنوانسیون‌های ملی دموکرات‌ها به عنوان نماینده عموم جامعه شرکت کرد. در سال ۱۹۲۴ او به نفع ویلیام جی. مک‌آدو برای نامزدی حزب دموکرات سخنرانی کرد. در اواخر دهه ۱۹۳۰ او به عنوان یک دموکراتِ نیو دیل برای مجلس سنای ایالت تنسی نامزد شد، اما شکست خورد.
در ۲۶ اوت ۲۰۱۶، در حاشیه گرامیداشت «روز برابری زنان» بناهایی یادبود از هنرمند نامدار آمریکایی آلن لوکوایر در پارک سنتنیال در نشویل پرده‌برداری شد که تصاویری از میلتون، کری چپمن کت، آن دالاس دادلی، جونو فرانکی پیرس، و سو شلتون وایت را نشان می‌داد.

## زندگی شخصی
اَبی کرافورد میلتون در میلجویل، جورجیا، زاده شد. پدرش ناشر روزنامه چارلز پیتر کرافورد و مادرش آنا ریپلی آورم نام داشتند.
در سال ۱۹۰۴ میلادی، ابی با جورج فورت میلتون سینیور، سردبیر روزنامه چاتانوگا نیوز که طرفدار حق رأی زنان بود، ازدواج کرد. این دومین ازدواج جورج بود. در حالی که جورج مشغول امور ادارهٔ روزنامه بود، ابی جهت ادامه تحصیل به کالج رفت. او در دانشکدهٔ حقوق چاتانوگا تحصیل کرد و در آنجا مدرک حقوق خود را دریافت کرد اما هرگز از آن استفاده نکرد. جورج و ابی با هم سه دختر به دنیا آوردند. کورین، سارا آنا و فرانسیس. هنگامی که همسر اول جورج، کارولین مونگر مک‌کال در سال ۱۸۹۷ درگذشت، او پسری به نام جورج فورت میلتون جونیور به جا گذاشت که پسربچه ناتنی ابی (پس از ازدواجش با جورج) شد. با مرگ جورج اف. میلتون سینیور در سال ۱۹۲۴، ابی و آن پسربچه ناتنی‌اش مدیریت روزنامه چاتانوگا نیوز را بر عهده گرفتند تا زمانی که در دهه ۱۹۳۰ تصمیم به فروش و واگذاری این نشریه گرفتند.
بعدها، ابی کرافورد میلتون به کلیرواتر در ایالت فلوریدا نقل مکان کرد و در آنجا به نویسندگی روی آورد. او «گزارشی از اتحادیهٔ زنان رای‌دهندهٔ تنسی»، «کلید جادویی»، شعر برای کودکان؛ «همسر سزار و اشعار دیگر»؛ «کوه دیدبان»؛ «معرفت گل»؛ و «مادربزرگ می‌گوید» را به رشتهٔ تحریر درآورد.
میلتون در ۲ مه ۱۹۹۱ در کلیرواتر فلوریدا در سن ۱۱۰ سالگی درگذشت. قبر او در این شهر و در گورستان سیلوان ابی مموریال پارک، مابین قبرهای فرانسیس واکر و کورین مور، دو تن از سه دخترش، قرار دارد.